# Megalommum maforense
Megalommum maforense är en stekelart som beskrevs av Cameron 1910. Megalommum maforense ingår i släktet Megalommum och familjen bracksteklar. Inga underarter finns listade i Catalogue of Life.